# Prix des Deux Magots
Prix des Deux Magots là giải thưởng văn học Pháp dành cho các tác giả trẻ có triển vọng, được thiết lập năm 1933 — trong cùng ngày trao giải Goncourt cho nhà văn André Malraux — tại thềm tiệm cà phê Les Deux Magots, Paris – do đó mang tên này - theo sáng kiến của M. Martine, thủ thư của Trường Mỹ thuật Paris
Ban giám khảo ban đầu gồm 13 người bạn của Raymond Queneau, trong đó có: André de Richaud, Jean Puyaubert, Roger Vitrac, Georges Ribemont-Dessaignes, Alejo Carpentier, Jacques Baron, Robert Desnos, Saint-Pol-Roux, Paul Georges Klein và Georges Bataille.
Các khách hàng của tiệm cà phê Les Deux Magots đã đóng góp 1.300 francs Pháp vào tiền thưởng lần đầu, số còn lại do chủ tiệm cà phê tặng. Khoản tiền thưởng hiện nay là 7.750 euro (tức khoảng 50.000 francs cũ).

## Những người đoạt giải
- 1933: Raymond Queneau - Le Chiendent
- 1934: Georges Ribemont-Dessaignes - Monsieur Jean ou l'Amour absolu
- 1935: Jacques Baron - Charbon de mer
- 1936: Michel Matveev - Étrange Famille
- 1937: Georges Pillement - Plaisir d'amour
- 1938: Pierre-Jean Launay - Léonie la Bienheureuse
- 1939: (không trao giải)
- 1940: (không trao giải)
- 1941: Jean-Marie Aimot - Nos mitrailleuses n'ont pas tiré
- 1942: Olivier Séchan - Les corps ont soif
- 1943: (không trao giải)
- 1944: Jean Milo - L'Esprit de famille
- 1945: (không trao giải)
- 1946: Jean Loubes - Le Regret de Paris
- 1947: Paule Malardot - L'Amour aux deux visages
- 1948: Yves Malartic - Au pays du Bon Dieu
- 1949: Christian Coffinet - Autour de Chérubine
- 1950: Antoine Blondin - L'Europe buissonnière
- 1951: Jean Masarès - Comme le pélican du désert
- 1952: René-Jean Clot - Le Poil de la bête
- 1953: Albert Simonin - Touchez pas au grisbi !
- 1954: Claude Cariguel - S
- 1955: Pauline Réage - Histoire d'O
- 1956: René Hardy - Amère Victoire
- 1957: Willy de Spens - Grain de beauté
- 1958: Michel Cournot - Le Premier Spectateur
- 1959: Henri-François Rey - La Fête espagnole
- 1960: Bernard Landry - Aide-mémoire pour Cécile
- 1961: Bernard Jourdan - Saint-Picoussin
- 1962: Loys Masson - Le Notaire des Noirs
- 1963: Jean Gilbert - L'Enfant et le Harnais
- 1964: Clément Lépidis - La Rose de Büyükada
- 1965: Fernand Pouillon - Les Pierres sauvages
- 1966: Michel Bataille - Une pyramide sur la mer
- 1967: Solange Fasquelle - L'Air de Venise
- 1968: Guy Sajer - Le Soldat oublié
- 1969: Elvire de Brissac - À pleur-joie
- 1970: Roland Topor - Joko fête son anniversaire
- 1971: Bernard Frank - Un siècle débordé
- 1972: Alain Chedanne - Shit, Man !
- 1973: Michel Del Castillo - Le Vent de la nuit
- 1974: André Hardellet - Les Chasseurs deux
- 1975: Geneviève Dormann - Le Bateau du courrier
- 1976: François Coupry - Mille pattes sans tête
- 1977: Inès Cagnati - Génie la folle
- 1978: Sébastien Japrisot - L'Été meurtrier
- 1979: Catherine Rihoit -  Le Bal des débutantes
- 1980: Roger Garaudy - Appel aux vivants
- 1981: Raymond Abellio - Sol invictus
- 1982: François Weyergans - Macaire le Copte
- 1983: Michel Haas - La Dernière Mise à mort
- 1984: Jean Vautrin - Patchwork
- 1985: Arthur Silent - Mémoires minuscules
- 1986: đồng hạng:
  - Éric Deschodt - Eugénie les larmes aux yeux
  - Michel Breitman - Le Témoin de poussière
- 1987: Gilles Lapouge - La Bataille de Wagram
- 1988: Henri Anger - La Mille-et-Unième Rue
- 1989: Marc Lambron - L'Impromptu de Madrid
- 1990: Olivier Frébourg - Roger Nimier. Trafiquant d'insolence
- 1991: Jean-Jacques Pauvert - Sade vivant
- 1992: Bruno Racine - Au péril de la mer
- 1993: Christian Bobin - Le Très-Bas
- 1994: Christophe Bataille - Annam
- 1995: Pierre Charras - Monsieur Henri
- 1996: Éric Neuhoff - Barbe à papa
- 1997: Ève de Castro - Nous serons comme des dieux
- 1998: đồng hạng:
  - Daniel Rondeau - Alexandrie
  - Éric Faye - Je suis le gardien du phare
- 1999: Marc Dugain - La Chambre des officiers
- 2000: Philippe Hermann - La Vraie Joie
- 2001: François Bizot - Le Portail
- 2002: Jean-Luc Coatalem - Je suis dans les mers du Sud
- 2003: Michka Assayas - Exhibition
- 2004: Adrien Goetz - La Dormeuse de Naples
- 2005: Gérard Oberlé - Retour à Zornhof
- 2006: Jean-Claude Pirotte - Une adolescence en Gueldre
- 2007: Stéphane Audeguy - Fils unique
- 2008: Dominique Barbéris - Quelque chose à cacher
- 2009: Bruno de Cessole - L'Heure de la fermeture dans les jardins d'Occident
- 2010: Bernard Chapuis - Le Rêve entouré d'eau
- 2011: Anthony Palou - Fruits et Légumes
- 2012: Michel Crépu - Le Souvenir du monde
- 2013: Pauline Dreyfus - Immortel, enfin
- 2014: Étienne de Montety - La route du salut[2]